# Coney Island Complex
 (janvier 2022).

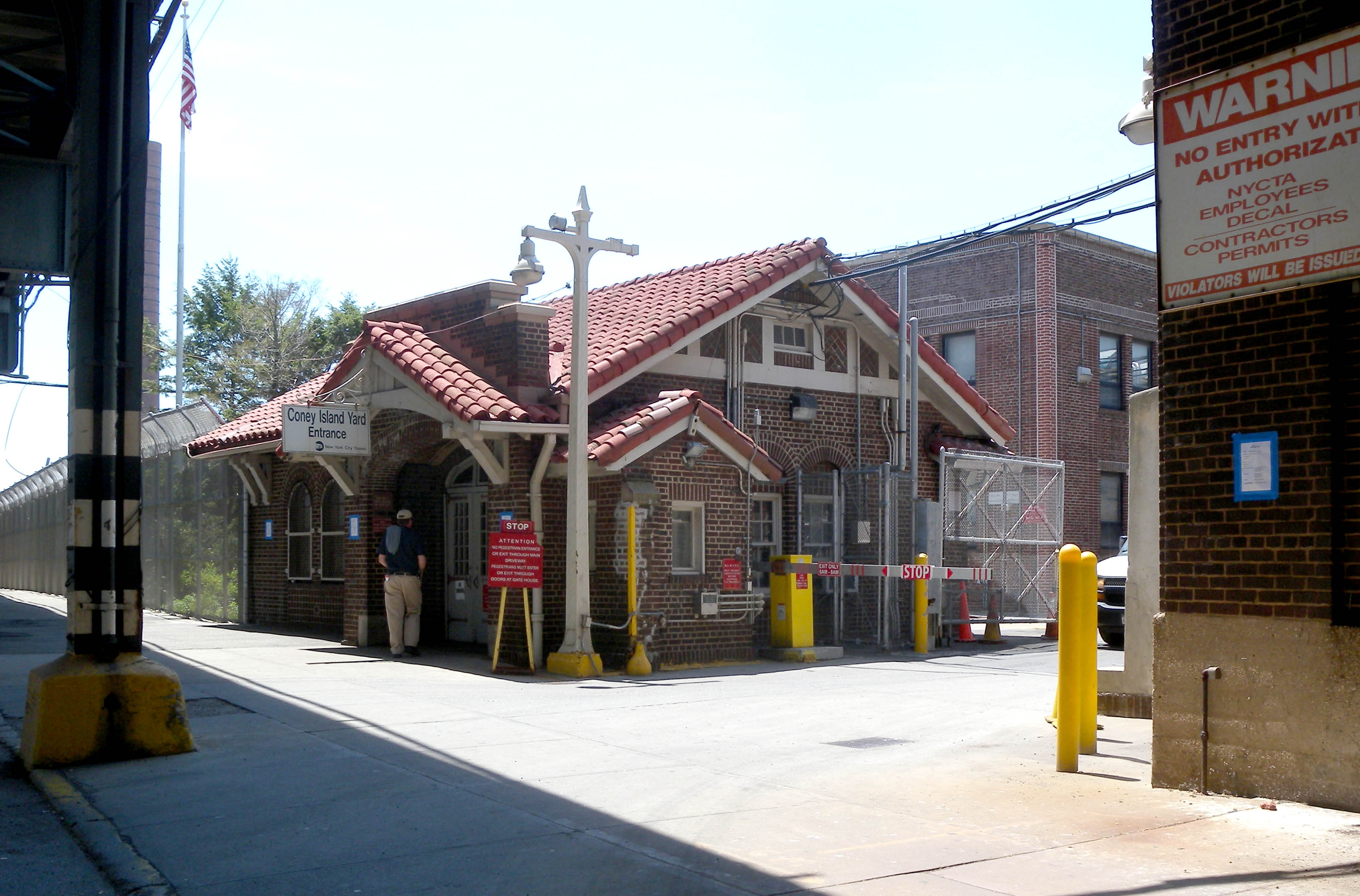
Entrée du complexe sur la Shell Road.

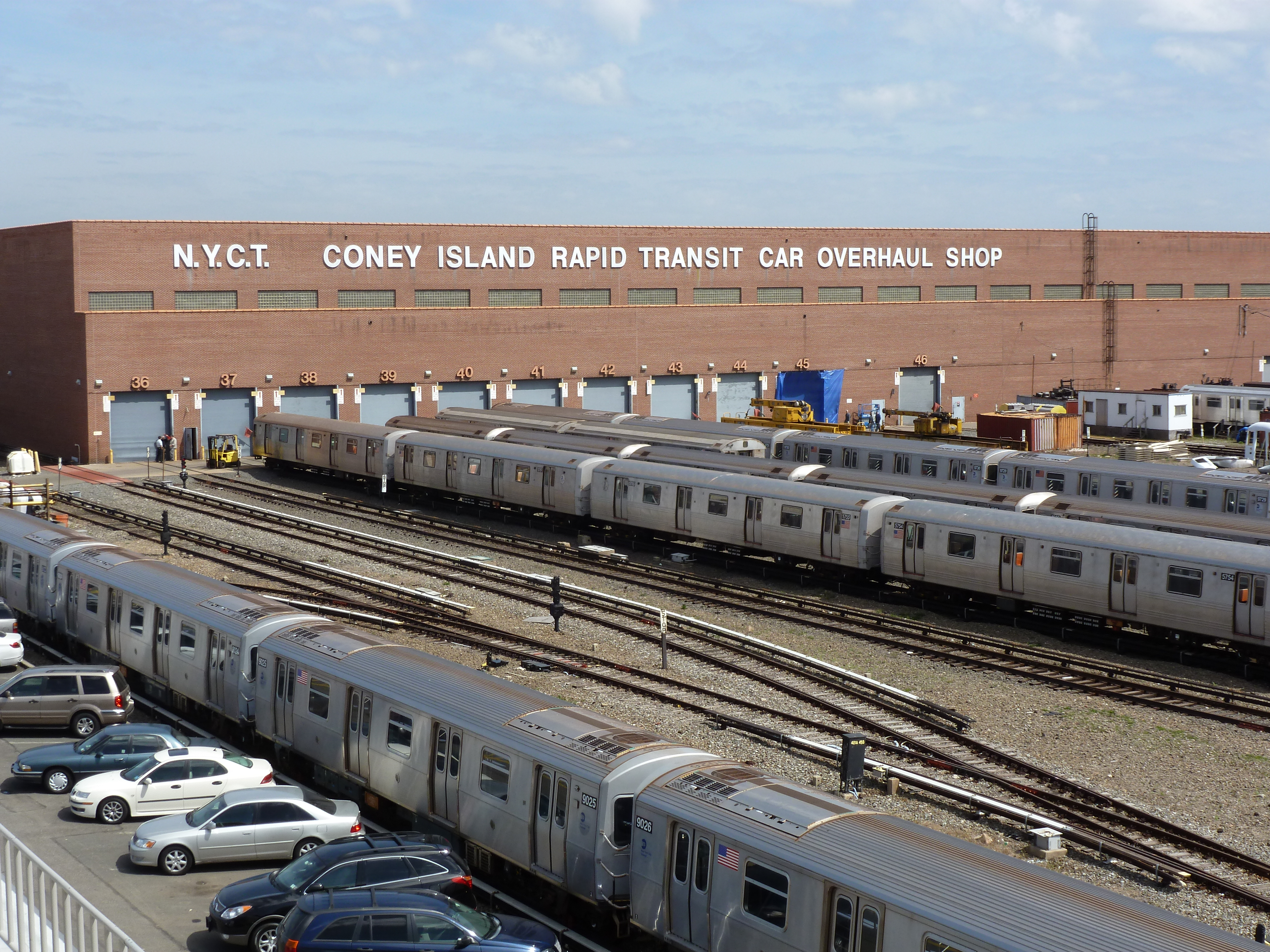
Coney Island Complex.

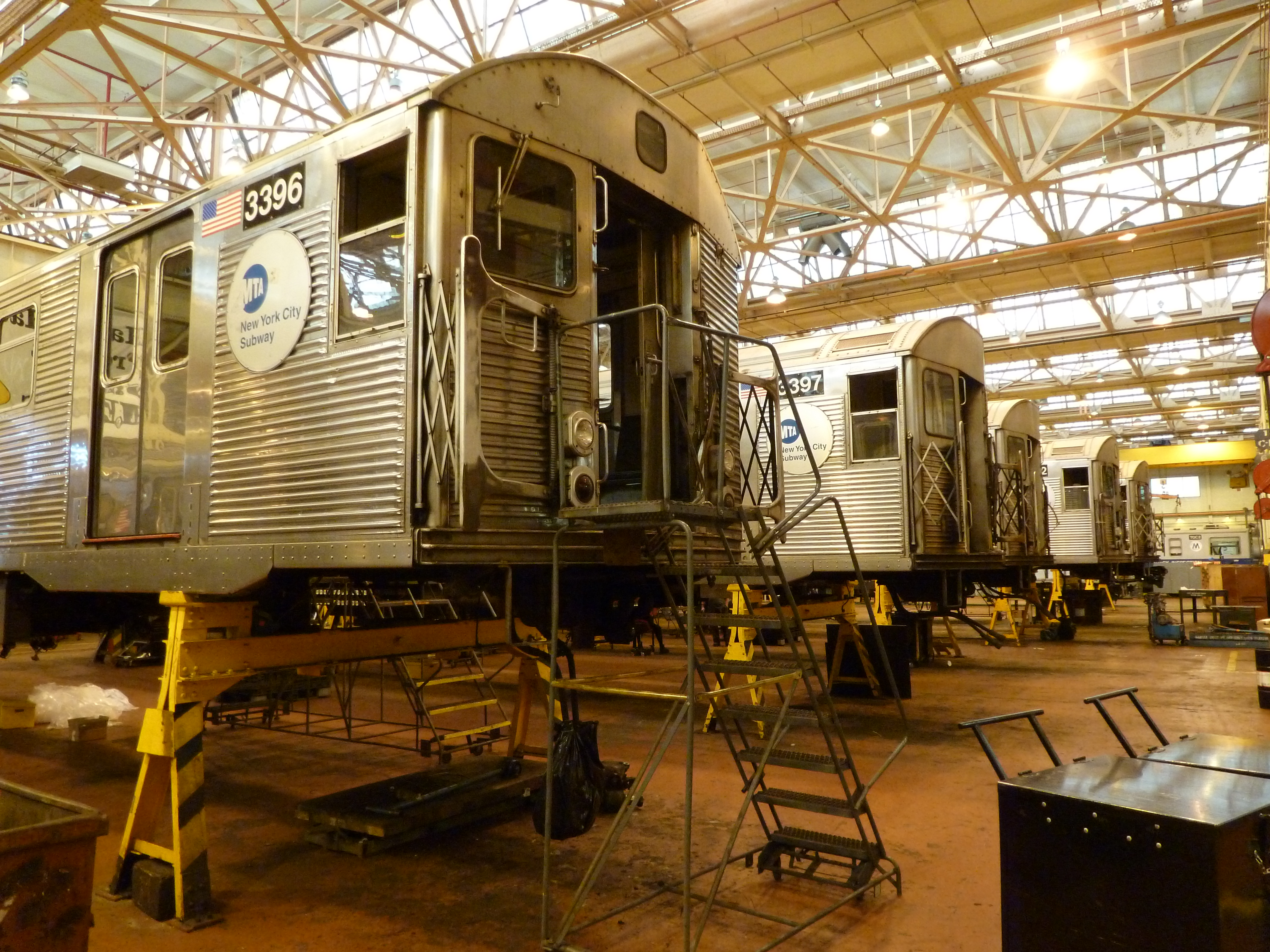
Travail à l'atelier.

Le Coney Island Complex du métro de New York est le plus grand dépôt de métro au monde[réf. nécessaire]. Situé dans l'arrondissement de Brooklyn, sa surface atteint les 30 hectares. Il fonctionne 24/7, tout comme le métro de New York. Le complexe a été construit en 1926, sur d'anciens marais, qui séparaient avec la baie de Coney Island la presqu'île de Coney Island de Brooklyn. À l'origine, d'autres projets comme un canal et un port avaient été envisagés.

## Caractéristiques
Le Coney Island Complex permet l'entretien régulier d'un nombre de voitures qui peut s'élever jusqu'à huit cents, et les aménagements permettent d'effectuer l'entretien et les révisions totales des six mille métros qui composent le parc, ainsi que celui des trains du Staten Island Railway. 
En plus de l'entretien et des révisions des voitures qui est possible grâce à des aménagements spécifiques (voies...), le complexe possède trois dépôts consacrés au garage des métros. Le premier, baptisé Coney Island Yard, est directement relié à deux sections de lignes connectées au réseau: la BMT Sea Beach Line et la BMT West End Line. Le second dépôt, le Culver Yard est relié à la BMT Culver Line, qu'emprunte notamment la ligne F. Enfin, le troisième dépôt, le Stillwell Yard est surtout utilisé pour ranger les métros qui ne circulent qu'aux heures de pointe.
Le Coney Island Complex comprend en outre un complexe sportif, réservé aux employés de la New York City Transit Authority, et un champ de tir réservé au New York City Police Department. Le champ de tir avait à l'origine été construit pour le New York City Transit Police qui a fusionné avec la NYPD en 1995.